# Partij voor de Vrijheid
Partij voor de Vrijheid (PvV) (dansk: Parti for frihed (frihedspartiet)) er et konservativt politisk parti i Holland, der blev dannet 22. februar 2006 af Geert Wilders, som stadig er dets politiske leder.
Wilders dannede partiet efter et brud med VVD i september 2004. Han forlod VVD i utilfredshed med, at partiet ikke bakkede op om hans forslag om at Holland skulle modsætte sig tyrkisk medlemskab af EU. I første omgang dannede Wilders den parlamentariske gruppe Groep Wilders og dannede først med Partij voor de Vrijheid i 2006 et egentligt parti.
Partiet fik en flyvende start. Efter mordet på Theo van Gogh i 2004 og debatten omkring Muhammedtegningerne i Jyllands-Posten i 2006 blev udlændingepolitikken et tema i valgkampen op til parlamentsvalget 22. november 2006. Partiet blev landets femtestørste parti med 577.000 stemmer (5,9%) og 9 mandater i underhuset Tweede Kamer.
Partiets største mærkesag er at stoppe det, det kalder for islamiseringen af Holland.